# Cha Ji-yeon
Cha Ji-yeon (차지연?; Daejeon, 22 marzo 1982) è un'attrice sudcoreana.

## Biografia
Nata a Daejeon, suo nonno materno era Park Oh-yong, riconosciuto come patrimonio culturale immateriale della musica pansori: per questo Cha si è avvicinata alla musica tradizionale coreana già all'età di tre anni. Quando era in terza superiore la sua famiglia si è trasferita a Seul dopo il fallimento dell'impresa edile di suo padre: nella capitale Cha ha lavorato come cameriera in un pub e cassiera di una macelleria mentre cercava di diventare una cantante, ma è stata truffata. Si è quindi presentata alle audizioni di un musical, calcando per la prima volta il palco nel 2006 come protagonista femminile de Il re leone. È apparsa in sedici opere di vari generi da lì al 2016, anno in cui si è fatta notare grazie alle sue esibizioni al talent show Bongmyeon ga-wang, che ha vinto per cinque volte consecutive. Nel 2011 ha avviato una carriera televisiva parallela con la fiction Yeo-in-ui hyanggi.

## Filmografia

### Cinema
- Gansin (간신?), regia di Min Kyu-dong (2015)
- Hae-eohwa (해어화?), regia di Park Heung-sik (2016)
- Museo-un i-yagi 3: Hwaseong-eseo on sonyeo (무서운 이야기 3: 화성에서 온 소녀?), regia di Baek Seung-bin (2016)

### Televisione
- Yeo-in-ui hyanggi (여인의 향기?) – serie TV (2011)
- Mobeom taxi (모범택시?) – serie TV (2021-2023)
- Matrimonio e desideri (블랙의 신부?) – serie TV (2022)

## Riconoscimenti
- APAN Star Award
  - 2022 – Candidatura Miglior attrice di supporto per Mobeom taxi[4]
- Asia Artist Award
  - 2021 – Rubascena per Gwanghwamun Sonata[5]
- Korea Musical Award
  - 2010 – Miglior nuova attrice per Seopyeonje[6]
  - 2022 – Miglior attrice per Red Book[7]
- The Musical Award
  - 2011 – Miglior nuova attrice per Seopyeonje[8]
- SBS Drama Award
  - 2021 – Miglior attrice di supporto in una miniserie fantasy per Mobeom taxi[9]
- Seoul Musical Festival Yegreen Award
  - 2012 – Miglior attrice nelle arti interpretative per Seopyeonje[10]
- Yegreen Musical Award
  - 2017 – Miglior attrice per Mata Hari[11]